# Apertura Larsen
L'apertura Larsen è un'apertura del gioco degli scacchi caratterizzata dalla mossa:
1. b3

Prende il nome del GM danese Bent Larsen, che la adottò frequentemente con successo (+35 –6 =6).
Le risposte più comuni sono
- 1…e5
- 1…d5
- 1…Cf6

La variante 1. Cf3 d5 2. b3 è nota come attacco Nimzovich-Larsen in quanto adottata con frequenza anche da Aaron Nimzovich. 
L'apertura, che mira al fianchettamento dell'alfiere di donna, risulta essere la sesta "prima mossa" per popolarità. Il successo di questa apertura venne per un certo tempo a scemare quando Larsen perse nel 1970 una famosa partita contro Boris Spassky in sole 17 mosse.
Tra i Grandi Maestri che la utilizzarono con successo è da segnalare il GM sovietico Vladimir Bagirov, che ottenne con essa +50 –7 =36.
Attualmente è adottata frequentemente dal GM ungherese Richárd Rapport. 
Nel 2018 il GM Wesley So ha pubblicato un DVD su questa apertura.